# Wereldbeker schaatsen 2008/2009 - Wereldbeker 4 - 2e 500 meter vrouwen
De zesde van 13 wedstrijden voor de wereldbeker schaatsen 500 meter werd gehouden op 7 december 2008 in Changchun.

## Uitslag A-divisie
| rang   | schaatser            | tijd  | punten |
| ------ | -------------------- | ----- | ------ |
| Goud   | Jenny Wolf           | 37,98 | 100    |
| Zilver | Annette Gerritsen    | 38,52 | 80     |
| Brons  | Lee Sang-hwa         | 38,56 | 70     |
| 4      | Xing Aihua           | 39,08 | 60     |
| 5      | Tomomi Okazaki       | 39,13 | 50     |
| 6      | Sayuri Osuga         | 39,14 | 45     |
| 7      | Joelia Nemaja        | 39,15 | 40     |
| 8      | Margot Boer          | 39,18 | 36     |
| 9      | Ren Hui              | 39,21 | 36     |
| 10     | Sayuri Yoshii        | 39,25 | 28     |
| 11     | Marianne Timmer      | 39,26 | 24     |
| 12     | Jekaterina Malysjeva | 39,38 | 21     |
| 13     | Bo-Ra Lee            | 39,39 | 18     |
| 14     | Monique Angermüller  | 39,40 | 16     |
| 15     | Shannon Rempel       | 39,42 | 14     |
| 16     | Yukari Watanabe      | 39,63 | 12     |
| 17     | Zhang Shuang         | 39,65 | 10     |
| 18     | Thijsje Oenema       | 39,75 | 8      |
| 19     | Jekaterina Lobysjeva | 39,92 | 6      |
| 20     | Heike Hartmann       | 40,20 | 5      |

## Loting
| rit | binnenbaan           | buitenbaan           |
| --- | -------------------- | -------------------- |
| 1   | Heike Hartmann       | Jekaterina Lobysjeva |
| 2   | Zhang Shuang         | Thijsje Oenema       |
| 3   | Jekaterina Malysjeva | Joelia Nemaja        |
| 4   | Yukari Watanabe      | Marianne Timmer      |
| 5   | Sayuri Osuga         | Monique Angermüller  |
| 6   | Bo-Ra Lee            | Sayuri Yoshii        |
| 7   | Shannon Rempel       | Xing Aihua           |
| 8   | Ren Hui              | Tomomi Okazaki       |
| 9   | Margot Boer          | Annette Gerritsen    |
| 10  | Lee Sang-hwa         | Jenny Wolf           |

## Top 10 B-divisie
| rang | schaatser            | tijd  | punten |
| ---- | -------------------- | ----- | ------ |
| 1    | Yu Jing              | 38,72 | 25     |
| 2    | Jin Peiyu            | 38,94 | 19     |
| 3    | Shihomi Shinya       | 39,31 | 15     |
| 4    | Anzjelika Kotjoega   | 39,56 | 11     |
| 5    | Jekaterina Sjichova  | 40,28 | 8      |
| 6    | Tamara Oudenaarden   | 40,31 | 6      |
| 7    | Kyon-Suk Ko          | 40,34 | 4      |
| 8    | Danielle Wotherspoon | 40,37 | 2      |
| 9    | Anna Badayeva        | 40,51 | 1      |
| 10   | Svetlana Radkevitsj  | 40,53 | 0      |